# South Isle of Gletness
South Isle of Gletness est une île des Shetland.